# 高橋慎一朗
高橋 慎一朗（たかはし しんいちろう、1964年 - ）は、日本の歴史学者、東京大学史料編纂所教授。専門は日本中世史・都市史・鎌倉時代政治史。

## 来歴
神奈川県小田原市出身。神奈川県立湘南高等学校卒業。1988年東京大学文学部国史学科卒業。1990年同大学院人文科学研究科博士課程中退。1997年「中世の都市と武士」で、東京大学より文学博士の学位を取得。1992年、東京大学史料編纂所助手、助教授、2007年准教授（古文書古記録部 古文書室）、2016年教授。

## 著書
- 『中世の都市と武士』吉川弘文館 1996　ISBN　9784642027526、オンデマンド版　2021　ISBN 9784642727525
- 『武家の古都、鎌倉』山川出版社「日本史リブレット」 2005　ISBN 	9784634542105
- 『中世都市の力 京・鎌倉と寺社』高志書院 2010　ISBN　9784862150707
- 『武士の掟 「道」をめぐる鎌倉・戦国武士たちのもうひとつの戦い』新人物往来社 2012。
  - 「読みなおす日本史」　吉川弘文館 2024　ISBN 9784642076449
- 『北条時頼』吉川弘文館「人物叢書」、2013　ISBN 9784642052672
- 『日本中世の権力と寺院』吉川弘文館、2016　ISBN 9784642029322
- 『鎌倉の歴史 谷戸めぐりのススメ』高志書院 2017　ISBN 9784862151759
- 『中世鎌倉のまちづくり 災害・交通・境界』吉川弘文館 2019　ISBN 9784642083614

### 共編著
- 『中世の都市 史料の魅力、日本とヨーロッパ』千葉敏之共編 東京大学出版会 2009
- 『Jr.日本の歴史 3 武士の世の幕あけ 鎌倉時代から室町時代』高橋典幸、末柄豊共著 小学館 2010
- 『史跡で読む日本の歴史 6 鎌倉の世界』編 吉川弘文館 2010　ISBN 9784642064149
- 『列島の鎌倉時代 地域を動かす武士と寺社』編 高志書院 2011
- 『移動者の中世 史料の機能、日本とヨーロッパ』千葉敏之共著 東京大学出版会 2017